# Portada/efemèride juny 23
Actuació de l'Orfeó Català
« 22 de juny · 23 de juny · 24 de juny »